# 羗山道
羗山道（英語：Keung Shan Road），又作羌山道，是香港新界大嶼山一條道路，連接石壁及羗山，東南端連接嶼南道，西北端連接大澳道，長達4.6公里。此道路是大澳、深屈及昂坪等地連接外界的必經之路。

## 簡介
羗山道是香港政府在1950年代興建石壁水塘時，在大嶼山興建的道路之一。1966年通車，雙線雙程。受地形所限，不少路段斜達一比十。由於政府多年來漠視區內道路問題，加上2016年2月政府推行大嶼山自駕遊計劃，使居民於2016年5月8日一度堵塞羗山道抗議。

## 交匯道路
羗山道共與以下5條道路交匯，詳見下表：
註：下表所提及的道路不包括不被命名的小路。另外，所述的距離未必完全準確。
| 交匯道路名稱 | 距離（公里） | 可通往之處   | 備註                                    |
| ------------ | ------------ | ------------ | --------------------------------------- |
| 嶼南道       | 0.0          | 大嶼山東部   | 道路東南端                              |
| 石壁水塘道   | 0.7、0.0     | 石壁監獄     |                                         |
| 宏貝道       | 0.8          | 大浪灣村     |                                         |
| 深屈道       | 2.9          | 昂坪、深屈   | 發生1973年墮崖事故之處 詳見下方墮崖事故 |
| 大澳道       | 4.5          | 大澳、靈隱寺 | 道路西北端                              |

## 墮崖事故
1973年7月22日，一輛新大嶼山巴士在羗山道與深屈道交界墮崖，釀成17死23傷，成為香港歷史上死亡人數第三多的交通意外。

## 資料來源
1. ↑  .   [2016-05-10]. （原始内容存档于2016-05-11）.
2. ↑  . 蘋果日報. 2016年5月8日  [2017年9月22日]. （原始内容存档于2017年9月23日） （中文（繁體））.